# Reagent
Reagènt je snov, po navadi raztopina, ki ob dodatku k vzorcu vidno spremeni lastnosti vzorca. Lahko da vzorec spremeni barvo, lahko se obori kakšna težje topna oborina, lahko pa začne izhajati kakšen plin. Glede na te spremembe, lahko dokazujemo določene snovi v vzorcu.

## Tipični dokazi ionov
- plamenske reakcije,
- lakmusov papir,
- Nesslerjev reagent,
- srebrov nitrat,...